# Mixquiahuala
Mixquiahuala de Juarez är en ort i Mexiko.   Den ligger i kommunen Mixquiahuala de Juárez och delstaten Hidalgo, i den sydöstra delen av landet, 90 km norr om huvudstaden Mexico City. Mixquiahuala de Juarez ligger 2 002 meter över havet och antalet invånare är 22 610.
Terrängen runt Mixquiahuala de Juarez är kuperad norrut, men söderut är den platt. Runt Mixquiahuala de Juarez är det tätbefolkat, med 297 invånare per kvadratkilometer. Närmaste större samhälle är Tezontepec de Aldama, 7,7 km sydväst om Mixquiahuala de Juarez. Omgivningarna runt Mixquiahuala de Juarez är en mosaik av jordbruksmark och naturlig växtlighet.